# Sonata da camera
Una sonata da camera (en idioma italiano, significa sonata de cámara) es una forma musical que se empleaba como acompañamiento en la música secular. Es una obra del período Barroco, en tres o más movimientos estilizados de danza (a veces con un movimiento en forma de prólogo), compuesto para uno o más instrumentos melódicos más un bajo continuo. Los opus 2 y 4 de Arcangelo Corelli incluyen ejemplos típicos de sonatas da camera. Alrededor del año 1700 el género se fue superponiendo de manera progresiva con la sonata da chiesa y sólo sobrevivió el título para describir la iglesia o el tipo fusionado, tales como los títulos partita, suite o el orden que sirva para describir colecciones de movimientos de danza.